# Liten stenört
Liten stenört (Alyssum montanum) är en korsblommig växtart som beskrevs av Carl von Linné. Enligt Catalogue of Life ingår Liten stenört i släktet stenörter och familjen korsblommiga växter, men enligt Dyntaxa är tillhörigheten istället släktet stenörter och familjen korsblommiga växter. Arten förekommer tillfälligt i Sverige, men reproducerar sig inte.

## Underarter
Arten delas in i följande underarter:
- A. m. ali-botuschicum
- A. m. brymii
- A. m. gmelinii
- A. m. montanum
- A. m. pluscanescens
- A. m. serbicum

## Bildgalleri

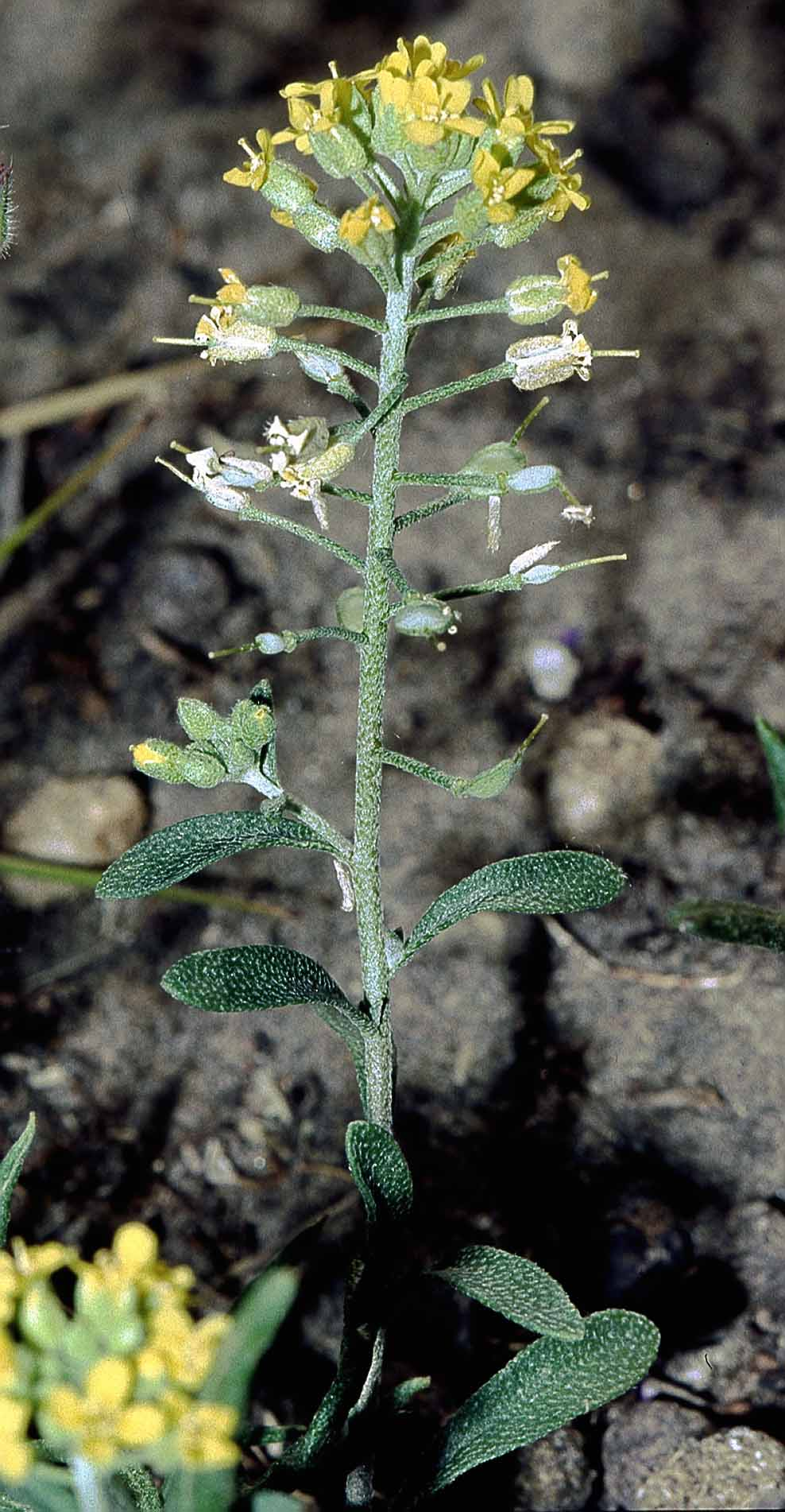
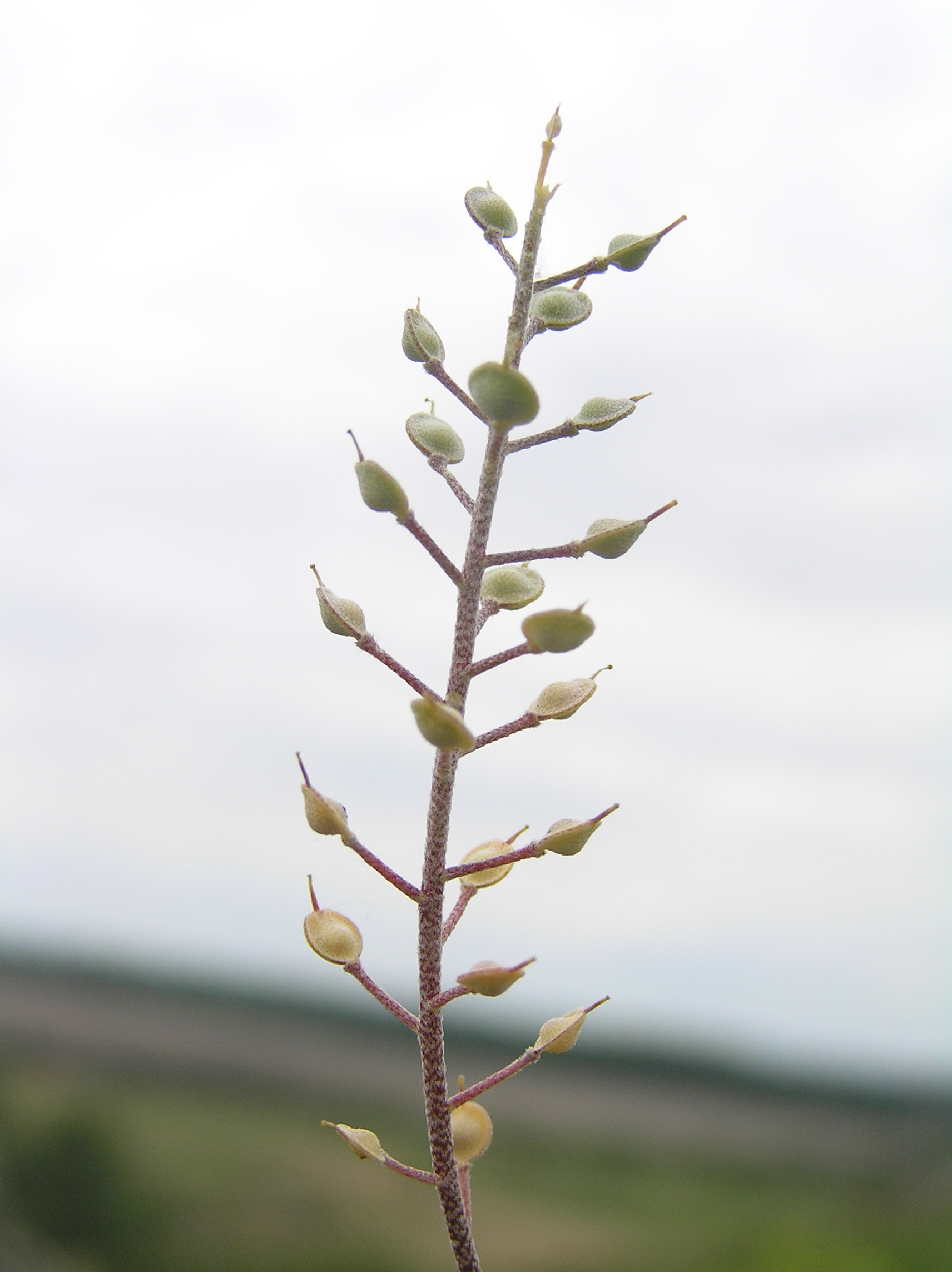
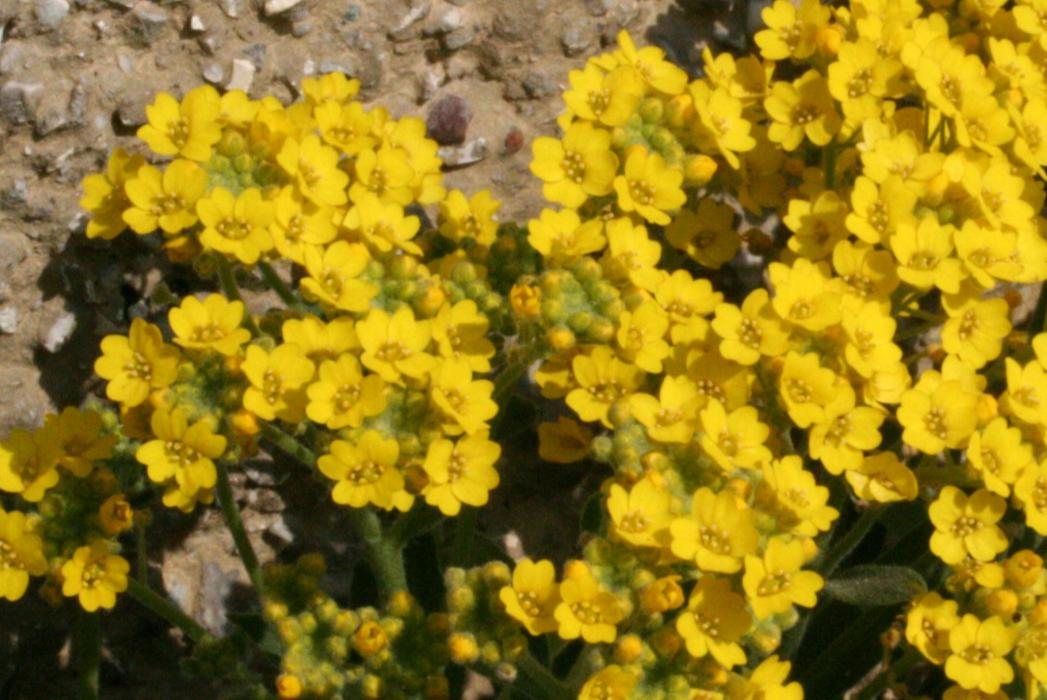
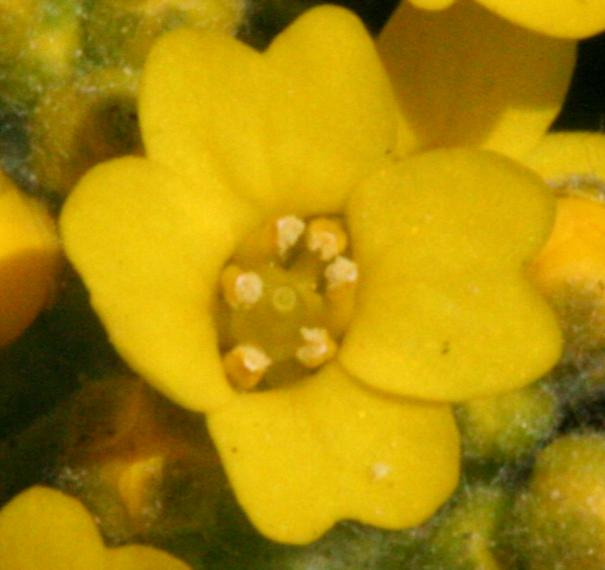
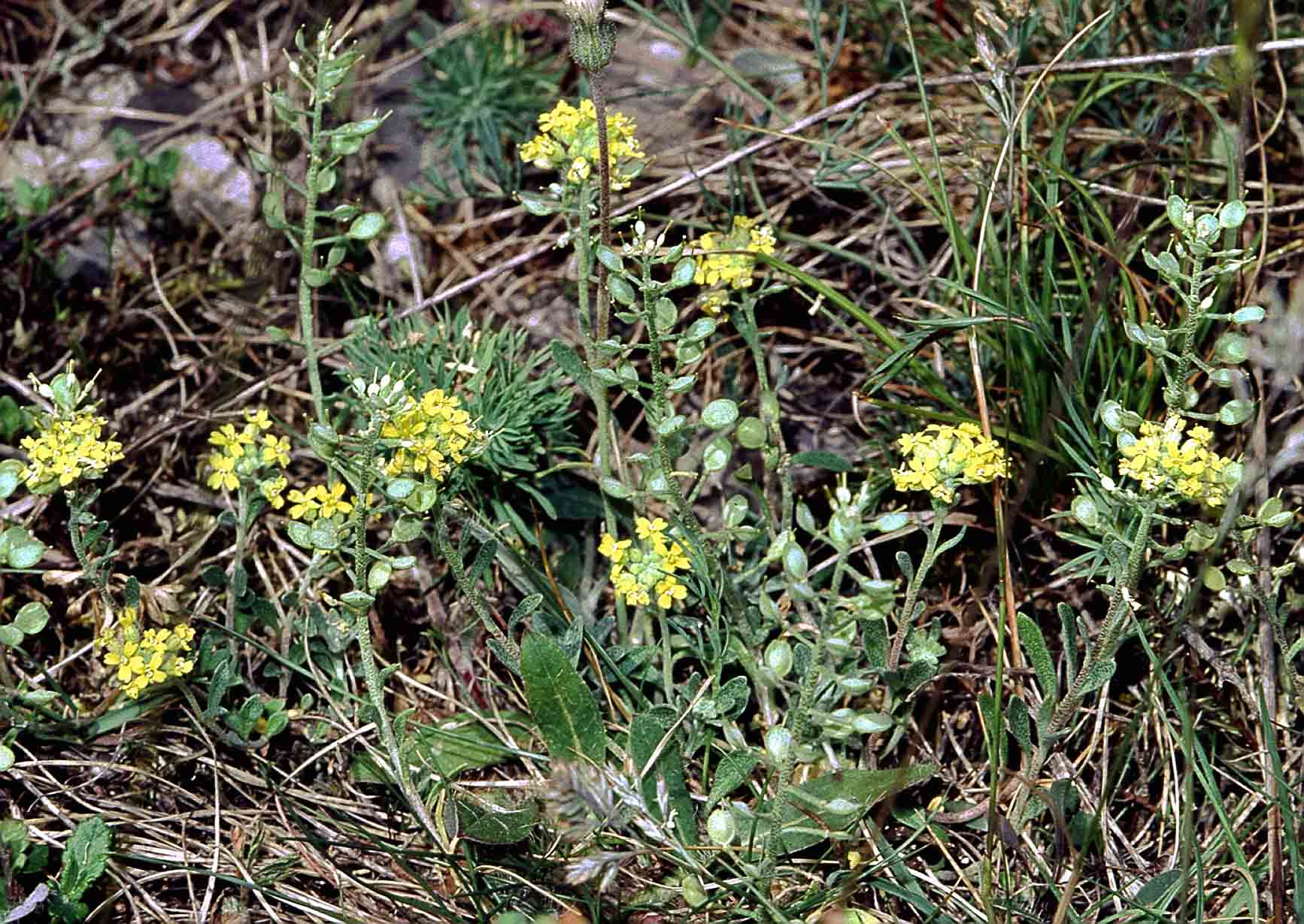
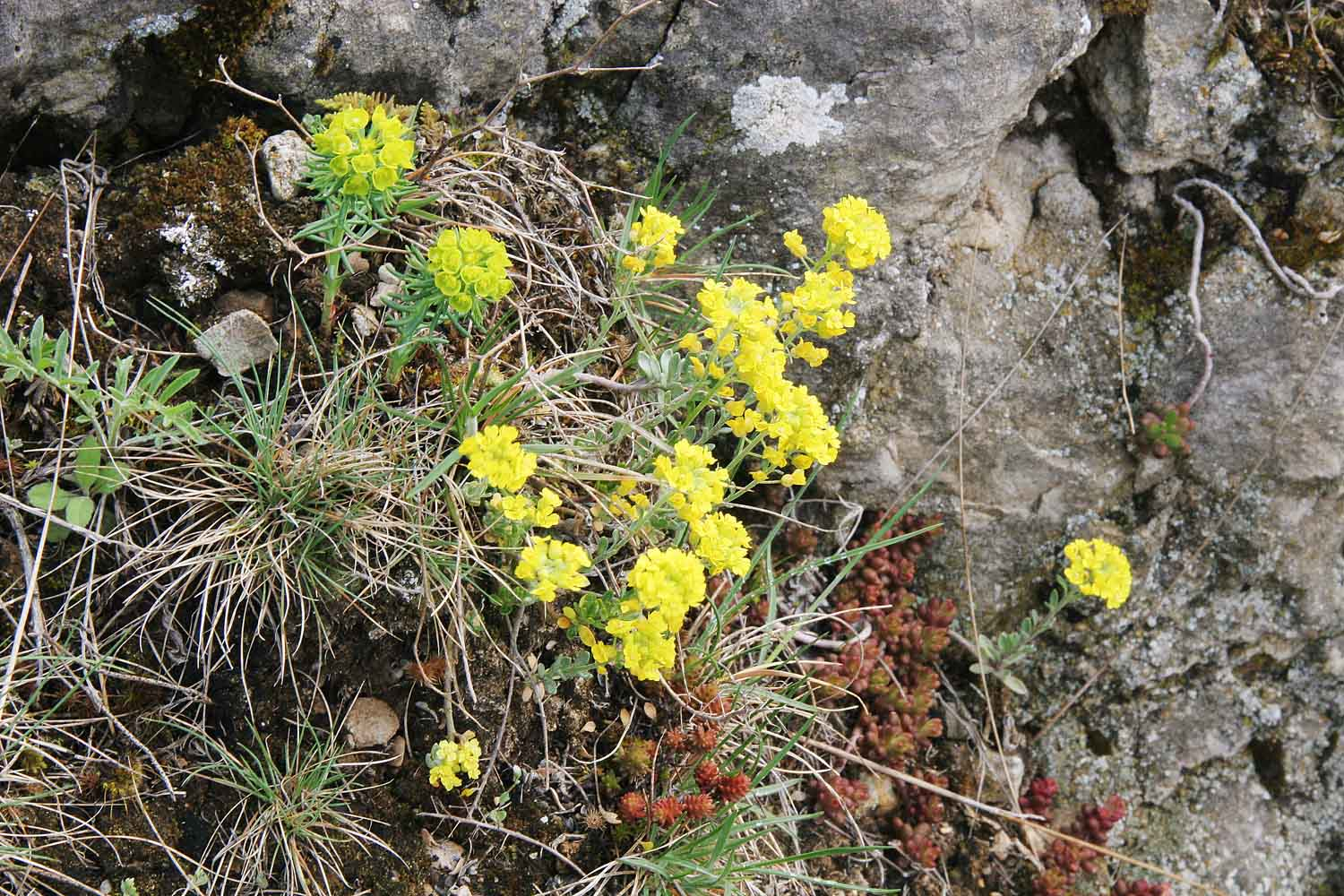